# Масджид ан-Набави
Аль-Масджи́д ан-Набави́ (араб. المسجد النبوي‎ —  Мечеть Пророка‎) — крупнейшая мечеть в Саудовской Аравии в городе Медина. Вторая святыня ислама после мечети аль-Харам в Мекке. Является второй самой крупной мечетью в мире. Место погребения пророка Мухаммеда.

## История

В мечети записан хадис, в котором говорится: «Молитва в этой моей мечети лучше, чем тысяча молитв где-либо ещё, кроме Масджид аль-Харам»

### 622—660 гг. н. э.
Первая мечеть на этом месте была построена ещё при жизни Мухаммада, последующие исламские правители расширили и украсили святыню. Под Зелёным куполом расположена могила Мухаммада. Точная дата возведения купола неизвестна, но его описание можно найти в манускриптах начала XII века. Первые два мусульманских халифа Абу Бакр и Умар также похоронены в комнате Аиши.
После хиджры Мухаммад поселился в Мединe в доме, на месте которого позже начал возведение мечети, сам принимал участие в работах. Принцип планировки этого здания был принят для других мечетей во всем мире. В сооружении были заложены основные элементы композиции колонной мечети: открытый прямоугольный двор и прототип будущего колонного зала, ориентированного первоначально к Иерусалиму, а позднее — к Мекке, признанной главным священным городом мусульман. Мечеть также служила помещением для проведения культурных и общественных мероприятий, судом и религиозной школой.
Мечеть была построена Мухаммедом в 622 году нашей эры после его прибытия в Медину. Верхом на верблюде по имени Касва он прибыл на место, где была построена эта мечеть, которая использовалась в качестве места захоронения. Отказавшись принять землю в дар от двух сирот, Сахля и Сухайла, которые владели землей, он купил землю, за которую заплатил Абу Айюб аль-Ансари, и потребовалось семь месяцев, чтобы завершить строительство мечети. Её размеры составляли 30,5 × 35,62 м. Крыша, которая поддерживалась пальмовыми стволами, была сделана из взбитой глины и пальмовых листьев, на высоте 3,60 м. Тремя дверями мечети были Bāb ar-Raḥmah (بَاب ٱلرَّحْمَة, «Врата милосердия») на юге, Bāb Jibrīl (بَاب جِبْرِيْل, «Врата Гавриила») на западе, и Bāb an-Nisāʾ (بَاب ٱلنِّسَاء, «Врата женщин») на востоку. На этом этапе истории мечети стена киблы была обращена на север, к Иерусалиму, а Суффах располагался вдоль северной стены. В 7 году хиджры, после битвы при Хайбаре, мечеть была расширена до 47,32 м с каждой стороны и три ряда колонн были построены рядом с западной стеной, которая стала местом молитвы. Мечеть оставалась неизменной во время правления Абу Бакра.
Второй праведный халиф Умар снес все дома вокруг мечети, кроме домов жен пророка Мухаммада, чтобы расширить её. Размеры новой мечети стали 57,49 м × 66,14 м. Для возведения стен ограды использовались высушенные на солнце глиняные кирпичи. Помимо посыпания пола галькой, высота крыши была увеличена до 5,6 м. Умар построил ещё трое ворот для входа. Он также добавил Аль-Buṭayḥah (ٱلْبُطَيْحَة)[что?], чтобы люди читали стихи.
Третий праведный халиф Усман разрушил мечеть в 649 году. Десять месяцев ушло на строительство новой мечети прямоугольной формы, обращенной лицом к Каабе в Мекке. Размеры новой мечети составили 81,40 × 62,58 м. Количество ворот, а также их названия остались прежними. Ограждение было сделано из камней, уложенных в известковый раствор. Колонны из пальмовых стволов были заменены каменными колоннами, которые были соединены железными зажимами. Тиковое дерево использовалось при реконструкции потолка.

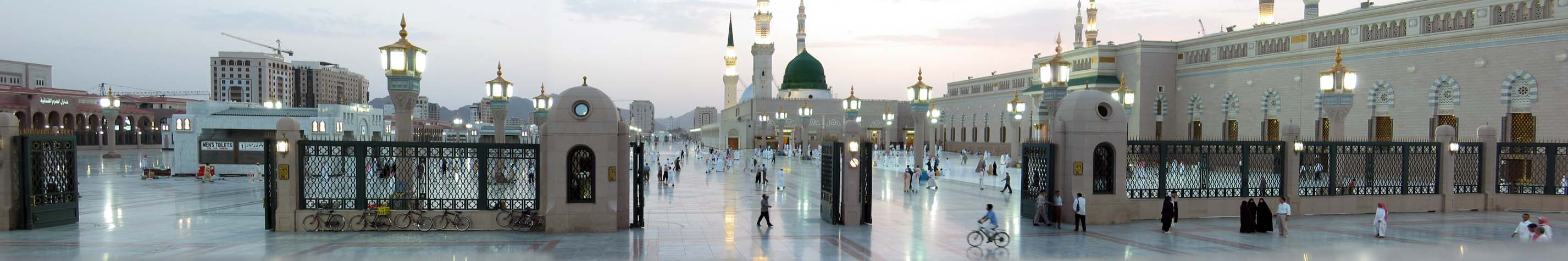
Масджид аль-Набави

### VII—XVI вв.
В 706 или 707 году омейядский халиф Аль-Валид I поручил своему губернатору Медины, будущему халифу Умару ибн Абд аль-Азизу, значительно расширить мечеть. По словам историка архитектуры Роберта Хилленбранда, строительство крупной мечети в Медине, первоначальном центре халифата, было «признанием» Аль-Валидом «своих собственных корней и корней самого ислама» и, возможно, попыткой успокоить недовольство мединцев потерей политического значения города в пользу Сирии при Омейядах.
Для завершения работ потребовалось три года. Сырьё закупалось в Византийской империи. Аль-Валид выделил большие суммы на реконструкцию мечети и предоставил мозаики и греческих и коптских мастеров. Площадь мечети была увеличена с 5094 квадратных метров во времена Усмана до 8672 квадратных метров. Её перепланировка повлекла за собой снос жилых помещений жен Аббасидского халифа Аль-Махди, который расширил мечеть к северу на 50 метров. Его имя также было начертано на стенах мечети. Он также планировал убрать шесть ступеней к минбару, но отказался от этой идеи, опасаясь повредить деревянные платформы, на которых они были построены. Согласно надписи Ибн Кутайбы, при халифе Аль-Мамуне были выполнены «неопределённые работы» над мечетью, а при халифе Аль-Мутаваккиле могила пророка была облицована мрамором.
Аббасидский халиф Аль-Махди расширил мечеть на север на 50 метров. Его имя также было начертано на стенах мечети. Он также планировал убрать шесть ступеней к минбару, но отказался от этой идеи, опасаясь повредить деревянные платформы, на которых они были построены. Согласно надписи Ибн Кутайбы, при халифе Аль-Мамуне были выполнены незначительные или определённые работы над мечетью. Аль-Мутаваккиль облицовал ограду гробницы пророка мрамором. В 1269 году мамлюкский султан Бейбарс послал десятки ремесленников во главе с эмиром-евнухом Джамал Ад-дином Мухсином ас-Салихи, чтобы восстановить святилище, включая ограждения вокруг гробниц Мухаммада и его дочери Фатимы. Султан мамлюков Аль-Ашраф Кансух аль-Гури построил каменный купол над могилой пророка Мухаммада в 1476 году.

### XVI—XIX вв.

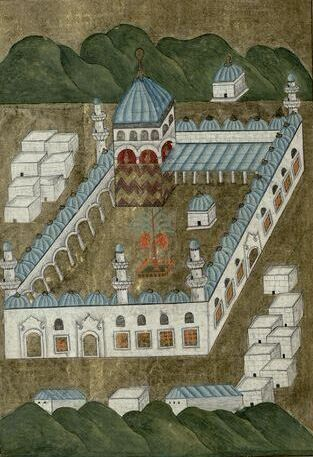
Иллюстрация мечети в XVIII веке

Султан Сулейман Великолепный (1520—1566) перестроил восточную и западную стены мечети и добавил северо-восточный минарет, известный как Сулеймание. Он добавил новый алтарь под названием Ахнаф рядом с алтарем пророка Мухаммада, Шафиийя, и установил новый стальной купол на могиле Мухаммада. Султан Сулейман Великолепный записал имена османских султанов, начиная с Османа Гази, себя (Кануни) и возродил «Врата милосердия» (Баб ур-Рахме) или западные ворота. Кафедра, которая используется сегодня, была построена при султане Мураде III (1574—1595).
В 1817 году султан Махмуд II (правил в 1808—1839) завершил строительство «очищенного жилища» (Ar-Rawdah Al-Muṭahharah (ٱلرَّوْضَة ٱلْمُطَهَّرَة) в арабском языке, и Ravza-i Mutahhara на турецком) с юго-восточной стороны мечети, накрыв его куполом. Купол был выкрашен в зелёный цвет в 1837 году и с тех пор известен как «Зелёный купол» (Куббе-и Хадра). Преемнику султана Махмуда II, султану Абдулмеджиду I (1839—1861), потребовалось тринадцать лет, чтобы восстановить мечеть, начиная с 1849 года. В качестве основного материала при реконструкции мечети использовались кирпичи из красного камня. Площадь мечети была увеличена на 1293 квадратных метра.
Вся мечеть была реорганизована, за исключением гробницы Мухаммада, трех алтарей, кафедры и минарета Сулеймание. На стенах были каллиграфически начертаны стихи из Корана. На северной стороне мечети было построено медресе для преподавания Корана. Молитвенное место на южной стороне было вдвое шире и покрыто небольшими куполами. Интерьеры куполов были украшены стихами из Корана и двустишиями из поэмы Касиде-и-Бурде. Стена Кибли была покрыта полированными плитками с начертанными строками из Корана. Места молитвы и внутренний двор были вымощены мрамором и красным камнем. Пятый минарет, Мечидийе, был построен к западу от окруженной территории. После ареста «Тигра пустыни» Фахри-паши его собственными офицерами, которые сопротивлялись в течение 72 дней после окончания осады Медины 10 января 1919 года, 550-летнему османскому правлению в регионе пришел конец.

### Восстание в Саудовской Аравии 1805—1811 гг.
Когда Сауд ибн Абдул-Азиз захватил Медину в 1805 году, его последователи, разрушили почти все гробницы и купола в Медине, чтобы предотвратить их возвеличиванию, за исключением Зелёного. Согласно сахих хадисам, они считали почитание гробниц и мест, которые, как считалось, обладают сверхъестественными способностями, преступлением против таухида и актом ширка. С гробницы Мухаммеда были сняты золотые украшения и драгоценные камни, но купол сохранился либо из-за неудачной попытки разрушить его сложную и закаленную конструкцию, либо потому, что некоторое время назад Мухаммад ибн Абд аль-Ваххаб, основатель ваххабитского движения, написал, что не желает видеть разрушение купола.

### Правление Саудовской Аравии и современная история (1925—н. в.)

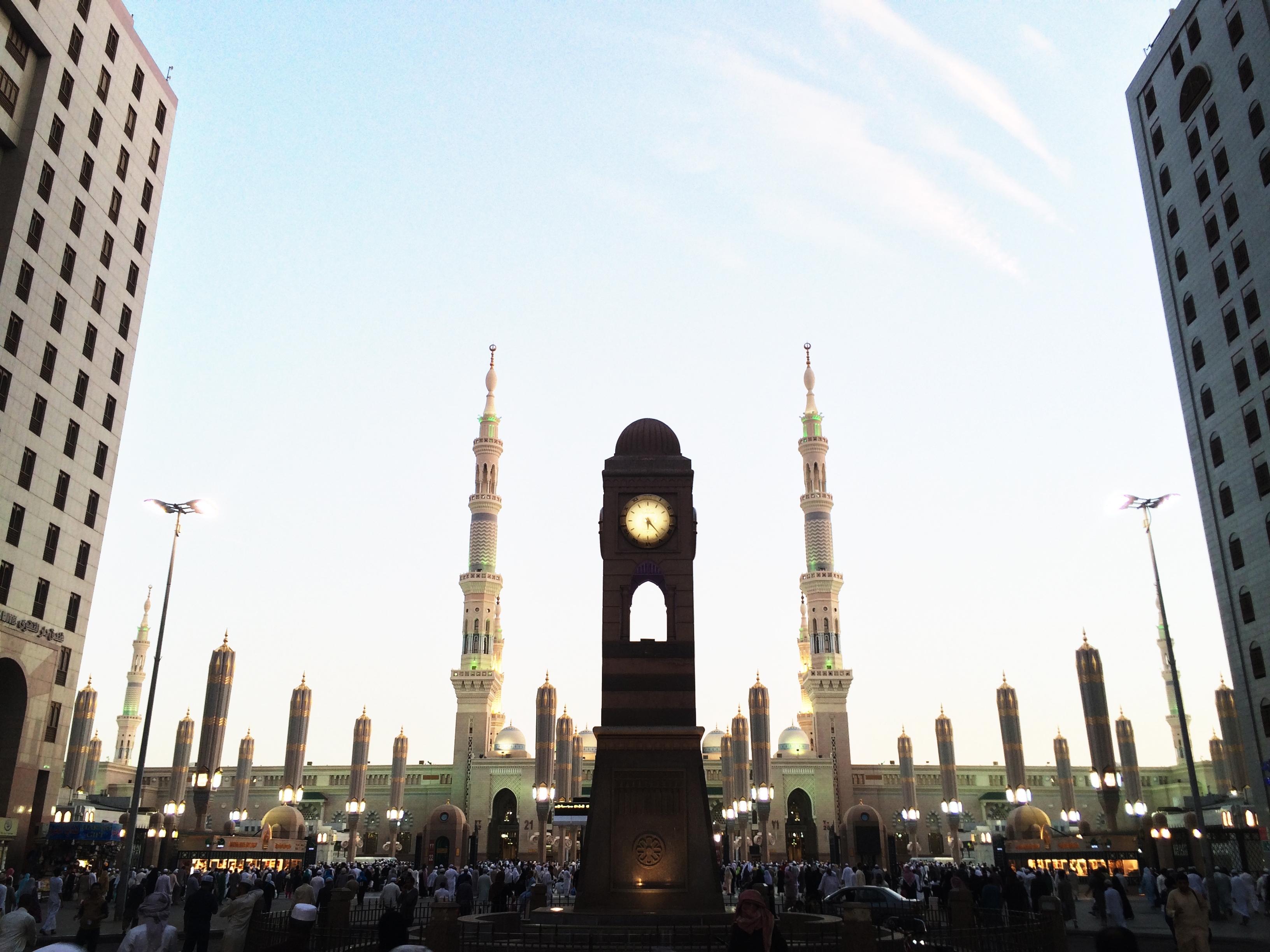
Вид на 21 и 22 ворота, если смотреть с севера. Ворота с двумя минаретами ― Баб-аль-Малик Фахд (بَاب الْمَلِك فَهْد/'Ворота Короля Фахда')

Захват Саудовской Аравией характеризовался событиями, подобными тем, что произошли в 1805 году, когда принц Мухаммед ибн Абдулазиз отвоевал город 5 декабря 1925 года. После основания Королевства Саудовская Аравия в 1932 году мечеть претерпела несколько серьёзных изменений. В 1951 году король Абдулазиз (1932—1953) приказал снести мечеть вокруг, чтобы освободить место для новых крыльев к востоку и западу от молитвенного зала, которые состояли из бетонных колонн со стрельчатыми арками. Старые колонны были укреплены бетоном и скреплены наверху медными кольцами. Минареты Сулеймания и Мечидийе были заменены двумя минаретами в стиле мамлюкского возрождения. К северо-востоку и северо-западу от мечети были возведены два дополнительных минарета. Вдоль западной стены была построена библиотека для хранения исторических Коран и других религиозных текстов.
В 1974 году король Фейсал пристроил к мечети 40 440 м². Площадь мечети также была расширена во время правления короля Фахда в 1985 году. Для зданий вокруг мечети. В 1992 году, когда строительство было завершено, мечеть занимала более 160 000 м² площади. Эскалаторы и 27 внутренних двориков были одними из дополнений к мечети. В сентябре 2012 года было объявлено о проекте стоимостью 6 миллиардов долларов по увеличению площади мечети. После завершения строительства мечеть должна вместить от 1,6 до 2 миллионов верующих. В марте следующего года Саудовская газета сообщила, что работы по сносу были в основном завершены, включая снос десяти отелей на восточной стороне, в дополнение к жилым домам и другим коммуникациям.

## Архитектура
Современная мечеть расположена на прямоугольном участке и имеет высоту в два этажа. Османский молитвенный зал, который является старейшей частью мечети, расположен к югу. Она имеет плоскую мощеную крышу, увенчанную 27 раздвижными куполами на квадратных основаниях. Отверстия, проделанные в основании каждого купола, освещают внутреннюю часть, когда купола закрыты. Раздвижная крыша закрывается во время послеполуденной молитвы (Зухр) для защиты посетителей. Когда купола выдвигаются на металлических направляющих, чтобы затенить участки крыши, они создают световые колодцы для молитвенного зала. В это время внутренний двор османской мечети также затенен зонтиками, прикрепленными к отдельно стоящим колоннам. На крышу можно подняться по лестнице и эскалаторам. Мощеная площадка вокруг мечети, оборудованная зонтичными тентами, также используется для молитвы. Раздвижные купола и убирающиеся зонтикообразные навесы были спроектированы немецким мусульманским архитектором Махмудом Бодо Рашем, его фирмой «SL Rasch GmbH» и «Buro Happold».

### Зелёный купол

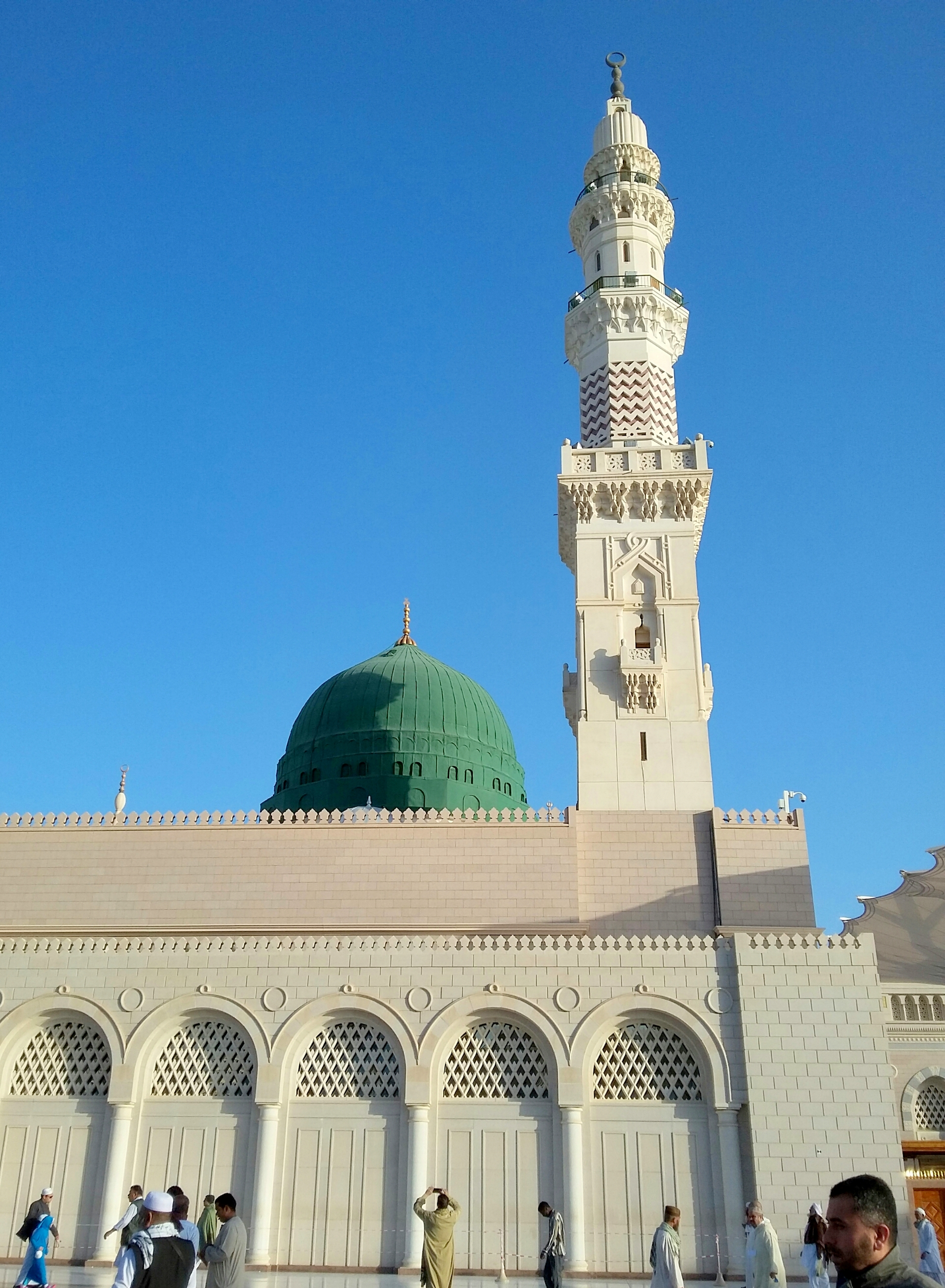
Зелёный купол получил свой фирменный цвет в 1837 году

Зелёному куполу был присвоен его фирменный цвет в 1837 году.
В помещении, примыкающем к Равде, находятся могилы Мухаммада и двух его сподвижников и тестя Абу Бакра и Умара. Четвёртая могила отведена для Исы (Иисуса), поскольку мусульмане верят, что он вернется и будет похоронен на этом месте. Это место покрыто Зелёным куполом. Купол был построен в 1817 году н. э. во время правления османского султана Махмуда II и окрашен в зелёный цвет в 1837 году н. э.

### Ар-Равда

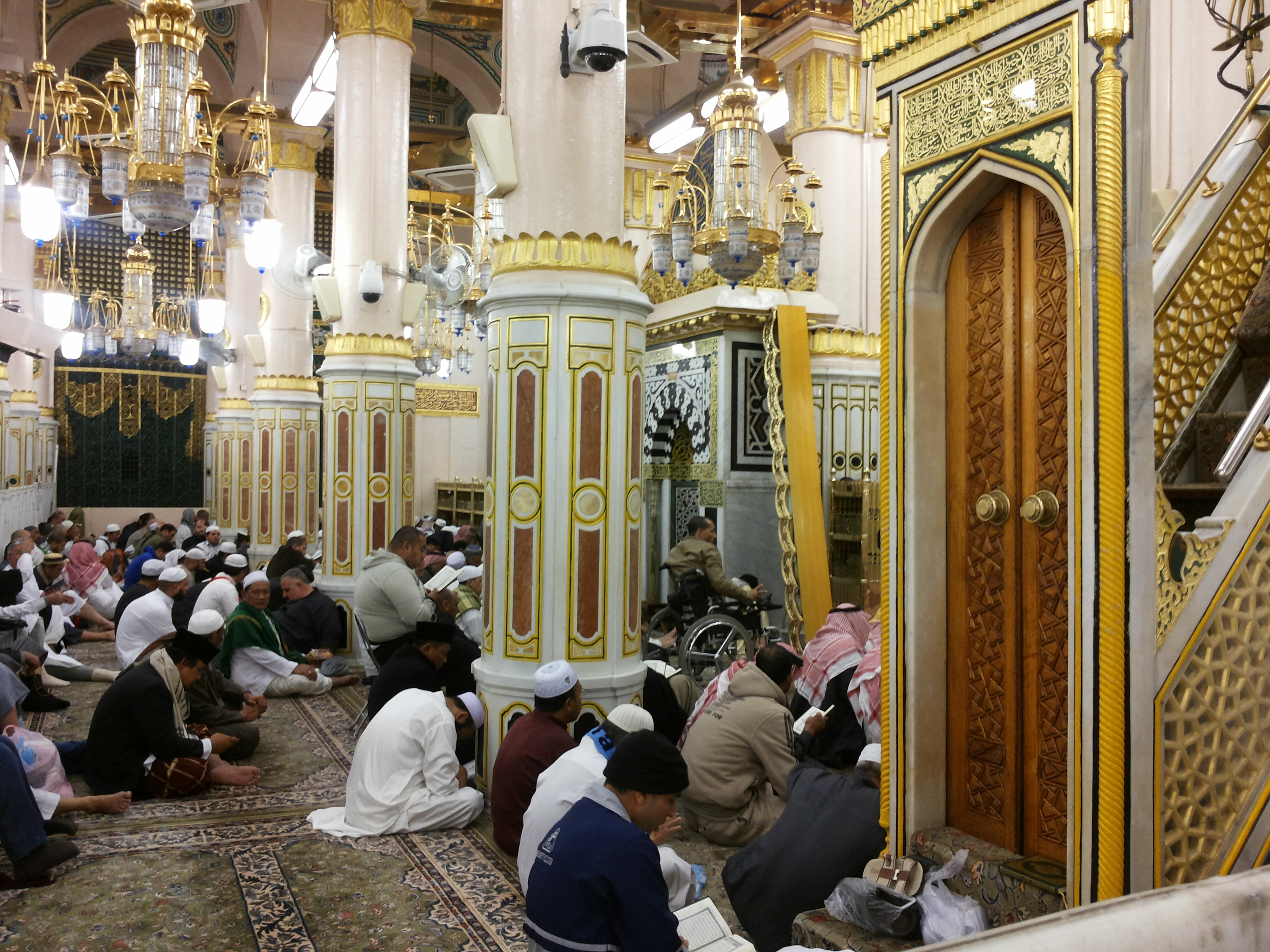
Ар-Равда аш-Шарифа в основном переполнен верующими, и движение постоянно ограничено полицейскими

Ар-Равда аш-Шарифа (араб.  ٱلرَّوْضَة ٱلشَّرِيْفَة/"Благородный сад"‎) — территория между минбаром и погребальной камерой пророка Мухаммада. Он считается одним из Рияд аль-Джанна (араб.  رِيَاض ٱلْجَنَّة, /'Сады рая'‎). Зелёный ковер использовался для отличия этой площади от красного ковра, используемого в остальной части мечети, хотя сейчас он тоже зелёный. Рассматривая возможность посещения Медины и совершения Зияра, пророк Мухаммад сказал:
«Тот, кто посещает меня после моей смерти, подобен тому, кто посещал меня при жизни».
«Когда человек стоит у моей могилы и произносит в мой адрес благословения, я слышу это; и кто бы ни просил благословения для меня в любом другом месте, все его нужды в этом мире и в будущей жизни будут удовлетворены, и в день Киямы я буду его свидетелем и ходатаем».

### Михрабы

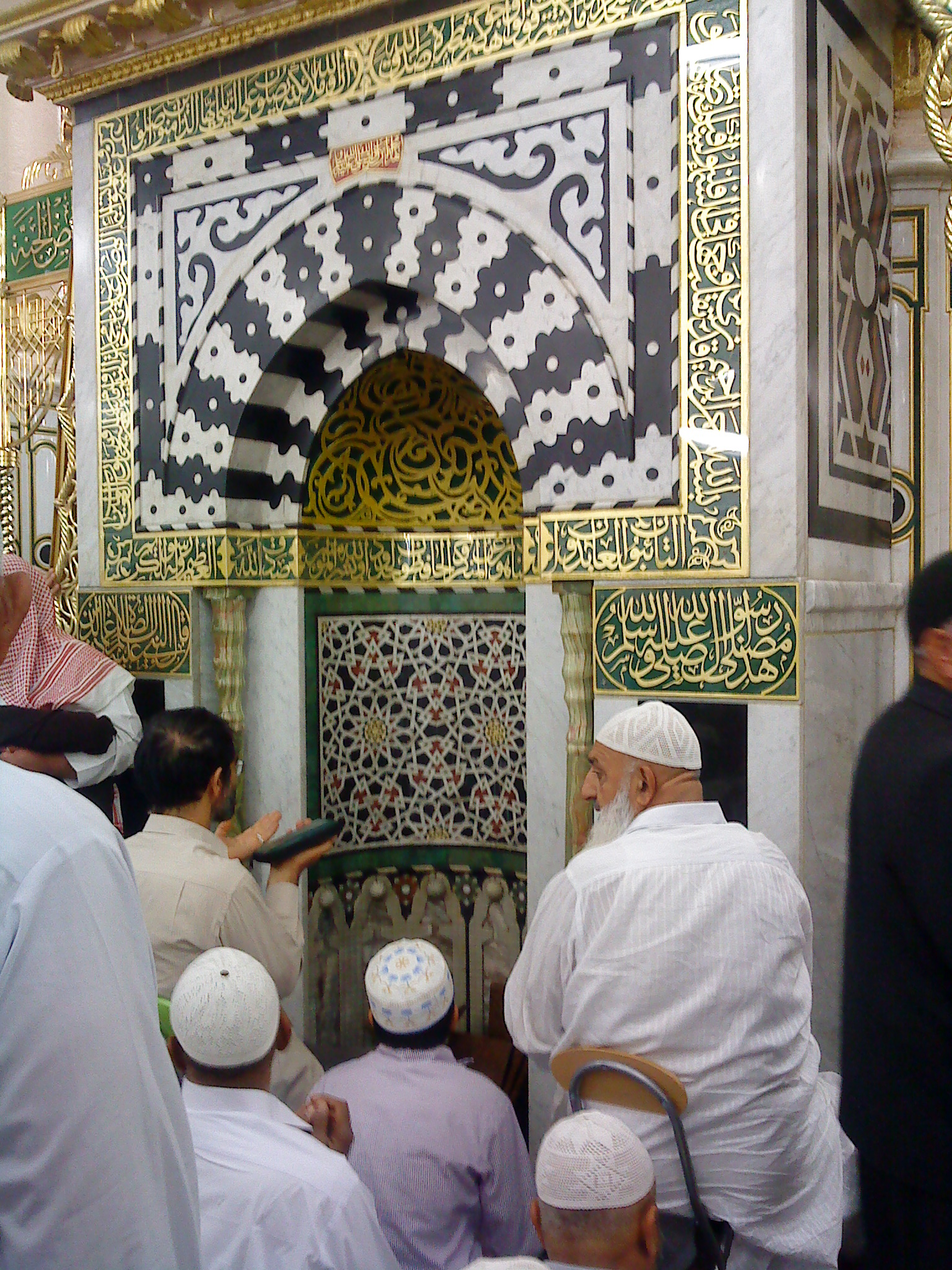
Старый михраб. На протяжении веков они несколько раз перестраивались и в настоящее время отделаны мрамором

На протяжении веков михраб несколько раз перестраивался, и в настоящее время отделан мрамором. В мечети есть два михраба, или ниши, обозначающие киблу. Одна была построена Мухаммадом, а другая — Усманом. Мечеть, построенная последним, была больше мечети Мухаммада, и она действует как функциональный михраб, в то время как михраб Мухаммада является «памятным» михрабом. Помимо михраба, в мечети также есть другие ниши, которые служат указателями для молитвы. Это включает в себя Михраб Фатима (араб.  مِحْرَاب فَاطِمَة‎) или Михраб Ат-тахаджуд (араб.  مِحْرَاب ٱلتَّهَجُّد‎), которая была построена Мухаммадом в ночной молитве.

### Минбары

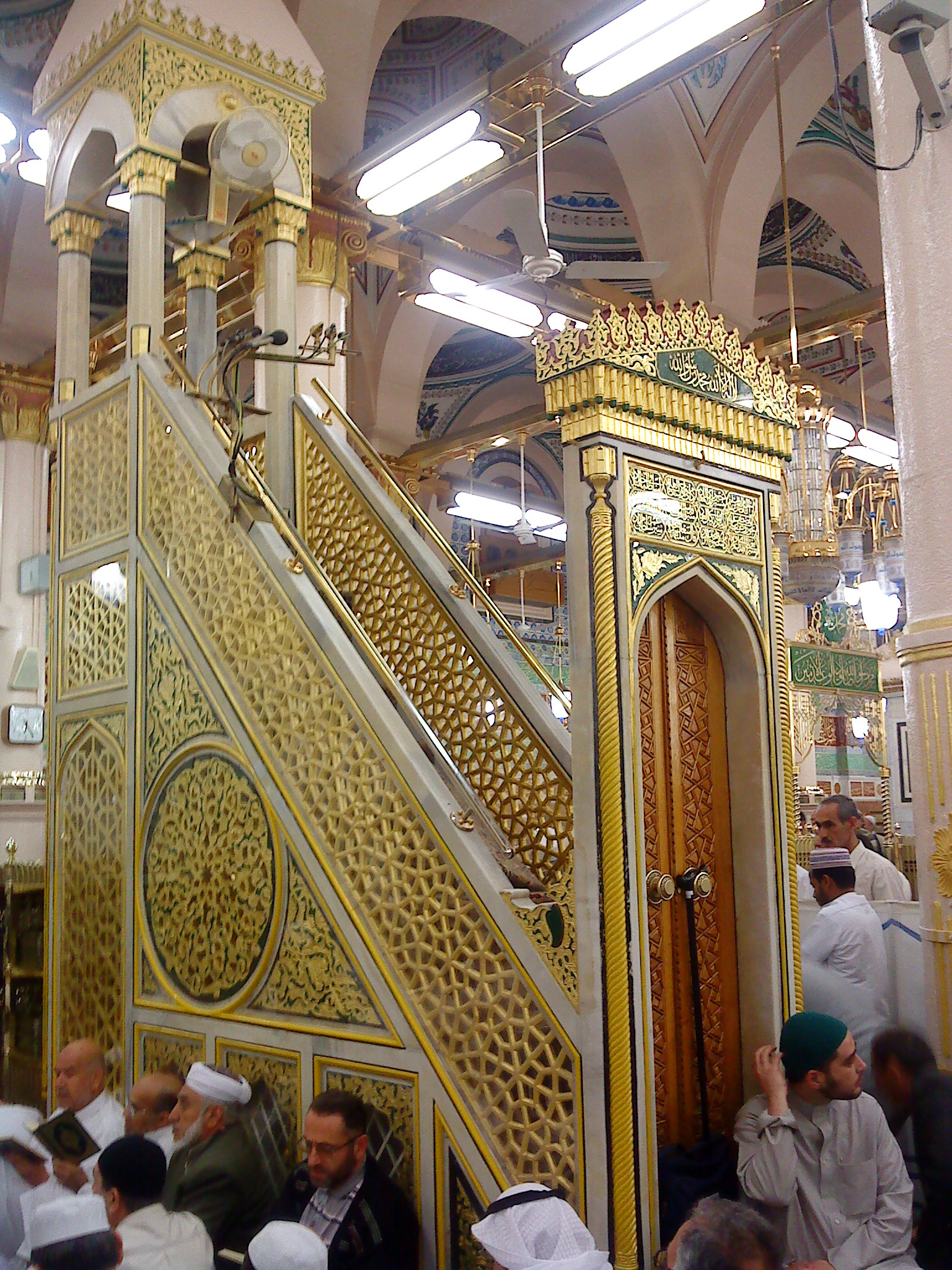
Минбар по заказу султана Мурада III. Мечеть все ещё используется сегодня

Первоначальный минбар (араб. مِنـۢبَر‎), используемый пророком Мухаммадом, представлял собой брусок дерева финиковой пальмы. Он заменил её на тамарисковую, которая имела размеры 50 × 125 см. В 629 году н. э. к ней была пристроена трехступенчатая лестница. Абу Бакр и Умар не использовали третью ступеньку в знак уважения к Мухаммаду, но Усман поместил над ней тканевый купол, а остальная часть лестницы была покрыта чёрным деревом. Минбар был заменен Бейбарсом I, шейхом аль-Махмуди в 1417 году и Кайтбаем в 1483 году. В 1590 году османский султан Мурад III заменил её мраморным минбаром, в то время как минбар Кайтбая был перенесен в мечеть Кубы. По состоянию на 2013 год, османский минбар все ещё используется в мечети.